# Герасимчук, Василий Иванович
Васи́лий Ива́нович Герасимчу́к (10 января 1880, Ильковичи, Королевство Галиции и Лодомерии — 1 сентября 1944, Львов) — украинский и советский историк. Ученик М. С. Грушевского. Доктор исторических наук (1912). Член Научного общества им. Т. Шевченко (НОШ) (1903, по другим данным — действительный член с 1917 года), археографической комиссии НОШ (1906).

## Биография
Родился в с. Ильковичи (ныне село во Львовской области). В 1900—1904 годах учился на философском факультете Львовского университета. В 1904—1905 годах служил в австрийской армии. В 1905—1906 годах как стипендиат НОШ работал в археографической экспедиции НОШ в Кракове, Варшаве, Санкт-Петербурге над сбором документов по украинской истории 1657—1687 годов. В 1906—1912 годах преподавал в гимназиях Станислава (ныне Ивано-Франковск), Перемышля (ныне Пшемысль, Польша), в 1913—1914 — во Львовской женской учительской семинарии, работал над подготовкой документов по истории казачества (изданы не были).
Во время Первой мировой войны находился на военной службе, с 1919 — на педагогической работе: сначала — профессор Львовского украинского университета, с 1920 года — в Стрыйской гимназии. В 1925—1930 годах сотрудничал с историческими учреждениями Грушевского в ВУАН, с 1925 года — член комиссии по изучению истории Западной Украины, с 1927 года — действительный член Археографической комиссии ВУАН, с 1928 года — действительный член научно-исследовательской кафедры истории Украины в Киеве. С 1929 — действительный член исторической секции ВУАН. В 1927—1929 годах работал в археографической экспедиции, повторно собирал и копировал утерянные исторические документы о периоде 1651—1665 годов, готовил их к печати. Однако в 1931 году печать была приостановлена, а сборники документов во второй раз потерялась, сохранилась только небольшая часть, которая была отпечатана в 1994 году (сборник «Материалы к истории казачества 17 века»).
В начале 1930-х годов переехал во Львов, где преподавал в гимназиях. В 1940—1941 годах — старший научный сотрудник львовского отделения Института истории Украины АН УССР, во время гитлеровской оккупации в годы Великой Отечественной войны — сотрудник украинского издательства. Умер во Львове. Рукописи Герасимчука хранятся в ЦГИА Украины во Львове.

## Творчество
Как историк дебютировал в 1904 году со статьёй «Иван Выговский и Юрий Хмельницкий» в «Записках НТШ». В 1909 году появилось его основательное исследование «Выговщина и Гадячский трактат» («Записки НТШ», тт. 87-89), в котором представлена широкая панорама исторических событий, связанных с происхождением, реализацией и последствиями этой сделки. В 1912 году опубликовал статью о Чудновской кампании 1660 года. Во многих трудах Герасимчук касался проблемы украинской политической элиты середины и 2-й половины XVII века и её способности обеспечить восстановление украинского государства.
В 1994 году львовским отделением Института украинской историографии им. М. Грушевского опубликована часть документов, собранных учёным.

## Сочинения
- Виговський і Юрій Хмельницький. «ЗНТШ», 1904, т. 59-60
- Виговщина і Гадяцький трактат. Там само, 1909, т. 87-89
- Чуднівська кампанія 1660 р. Там само, 1913, т. 113—114
- Смерть Івана Виговського. В кн.: Ювілейний збірник на пошану акад. М. С. Грушевського, т. 1. К., 1928
- До питання про статті Б.Хмельницького. «ЗНТШ», 1930, т. 100.